# Episodi di Woobinda
La prima e unica stagione della serie televisiva Woobinda (Woobinda - Animal Doctor) andò in onda in Australia (nella zona di Sydney) dal 27 maggio 1969 al 17 febbraio 1970 sulla ABC. Ciascun episodio veniva replicato dal canale Nine Network, in altre città dell'Australia, nell'arco di un mese.
In Italia la serie fu trasmessa da Rai 1 tra il 15 novembre e il 22 dicembre 1978, senza seguire l'ordine cronologico originale.
| nº | Titolo originale               | Titolo italiano          | Prima TV Australia | Prima TV Italia  |
| -- | ------------------------------ | ------------------------ | ------------------ | ---------------- |
| 1  | Not My Kind of Country         | Un paese difficile       | 27 maggio 1969     | 4 dicembre 1978  |
| 2  | Smoke Signals                  | Segnali di fumo          |                    | 15 novembre 1978 |
| 3  | Crocodile Hunters              | Una brutta faccenda      |                    | 9 dicembre 1978  |
| 4  | Trouble with Chico             |                          | 17 giugno 1969     |                  |
| 5  | The Exterminators              | A caccia di canguri      | 24 giugno 1969     | 11 dicembre 1978 |
| 6  | Eye Witness                    | Il clandestino           | 1º luglio 1969     | 16 novembre 1978 |
| 7  | The Crop Duster                | In aiuto dei koala       |                    | 7 dicembre 1978  |
| 8  | Birds of a Feather             | I contrabbandieri        |                    | 2 dicembre 1978  |
| 9  | The Rustler                    | L'imbroglio              |                    | 21 novembre 1978 |
| 10 | Nine Lives                     | Sette vite               |                    | 25 novembre 1978 |
| 11 | Bounty Hunter                  | Caccia al premio         | 5 agosto 1969      | 17 novembre 1978 |
| 12 | Panic                          | Lotta contro il tempo    | 12 agosto 1969     | 24 novembre 1978 |
| 13 | That's What Friends Are For    | Una lezione di coraggio  | 13 agosto 1969     | 1º dicembre 1978 |
| 14 | Sound of Danger                | Esplosioni pericolose    |                    | 23 novembre 1978 |
| 15 | A Dog's Best Friend            | Lo sfratto               |                    | 18 novembre 1978 |
| 16 | Nobody Comes Here Anymore      | L'ostaggio               |                    | 30 novembre 1978 |
| 17 | The Runaways                   | I due fuggitivi          |                    | 28 novembre 1978 |
| 18 | Deadly Cargo                   |                          | 23 settembre 1969  |                  |
| 19 | Trapped                        | In aiuto di Sandy        | 30 settembre 1969  | 27 novembre 1978 |
| 20 | Sleeping Dogs Don't Lie        | Il piccolo investigatore |                    | 12 dicembre 1978 |
| 21 | The Champion                   | Il campione              |                    | 5 dicembre 1978  |
| 22 | Doctor Fugitive                | Amnesia                  | 21 ottobre 1969    | 8 dicembre 1978  |
| 23 | Noel's Ark                     | L'arca di Noel           | 28 ottobre 1969    | 29 novembre 1978 |
| 24 | A Life for a Life              |                          |                    |                  |
| 25 | Where Dead Men Lie             | I tre dispersi           |                    | 22 novembre 1978 |
| 26 | Ghost Town                     | La città fantasma        |                    | 6 dicembre 1978  |
| 27 | No Love for Theodore           |                          |                    |                  |
| 28 | The Joker                      | Burla per burla          |                    | 13 dicembre 1978 |
| 29 | The Companions                 | Una bambina difficile    |                    | 14 dicembre 1978 |
| 30 | Rescue                         | Il salvataggio           | 16 dicembre 1969   | 15 dicembre 1978 |
| 31 | Talk to My Agent               |                          | 23 dicembre 1969   |                  |
| 32 | The Carrier                    | Caccia spietata          |                    | 16 dicembre 1978 |
| 33 | Gallena Ridge                  | Kevin prigioniero        | 6 gennaio 1970     | 18 dicembre 1978 |
| 34 | Lenny                          | Un cavallo per Tiggie    |                    | 19 dicembre 1978 |
| 35 | Second Sight                   | Un nuovo amico           | 20 gennaio 1970    | 20 dicembre 1978 |
| 36 | Loaded Message                 |                          |                    |                  |
| 37 | Caesar Was Shot                |                          |                    |                  |
| 38 | Chocolate, Cherry or Pistachio | Cioccolato o pistacchio? | 10 febbraio 1970   | 21 dicembre 1978 |
| 39 | Silent Witness                 | L'incidente              | 17 febbraio 1970   | 22 dicembre 1978 |